# Adynomosaurus
Adynomosaurus byl rod menšího hadrosauridního býložravého dinosaura, který žil v období pozdní svrchní křídy na území dnešního severovýchodního Španělska (jeho fosilie byly objeveny v Pyrenejích, v oblasti katalánské Lleidy).

## Popis
Typový druh A. arcanus byl formálně popsán koncem roku 2018 (resp. začátkem roku 2019) skupinou španělských paleontologů vedených Albertem Prieto-Márquezem. Nápadným anatomickým znakem tohoto druhu je značná redukce plochy pro úpony svalů na lopatkách (šlo tedy nejspíš o druh s výrazně sníženou svalovou hmotou předních končetin).

## Systematické zařazení
Adynomosaurus spadal do podčeledi Lambeosaurinae a mezi jeho blízké příbuzné patřily druhy Pararhabdodon isonensis, Tsintaosaurus spinorhinus a Aralosaurus tuberiferus.